# Jeongseong
Jeongseong, född 1693, död 1757, var Koreas drottning 1724–1757, gift med kung Yeongjo  av Korea. 
Hon blev vid tio års ålder 1703 gift med prins Yeongjo, och kronprinsessa 1720. Hennes make besteg tronen 1724, vilket gjorde henne till drottning. Hon var drottning under en längre tidsperiod än någon annan drottning ur Joseondynastins historia, men spelade en tillbakadragen och diskret roll. Hon beskrivs som ödmjuk och vänlig, och omtalas för sin omtanke och acceptans av sina styvsöner, makens söner med andra hustrur och konkubiner, som hon i enlighet med sedvanan adopterade. 